# Біологічна рідина
Біологічні рідини являють собою суміш води, мінеральних солей, білка та ліотропних рідких кристалів.
До біологічних рідин відносяться:
- сироватка (плазма) крові,
- слина,
- шлунковий сік,
- жовч,
- сеча,
- панкреатичний сік,
- цереброспінальна рідина,
- лімфа,
- сльозна рідина,
- секрет статевої залози,
- синовіальні рідини,
- ранева рідина (сукровиця).

Більше 90 % усієї маси клітини приходиться на частку молекул води. Уся хімія клітини заснована на тому, що розчинником у різних клітинних системах є вода. Структури, з яких складається скелет клітини, тобто перетинки та системи мембран нерозчинні у воді, завдяки чому вони зберігаються у водному середовищі. У клітинних системах та макромолекулах є дві фази — водна та неводна — що дає можливість замінювати одні водні розчини на інші.
Біологічні рідини являють собою складні багатокомпонентні системи, які є структурно неоднорідними та слугують засобами інформаційних зв'язків, управління та енергетичного забезпечення.
В біологічних рідинах можна виділити фізіологічні та патологічні інформаційні підсистеми, а їхню рівновагу викликають нестійкі (адаптивні) стани. Характерні особливості має й чутливість аутохвильового ритму біологічних рідин до зовнішніх впливів — перепаду температур, атмосферного тиску, електромагнітних полів, випромінювань та ін.
Біологічній рідині властивий комплекс біоритмів, специфіка яких визначає не тільки її хвильову організацію в цілому, але й особливості регіонального (локального, органного) утворення.